# Ebrahim Soltan
Ebrahim Soltan, pers. ابراهيم سلطان (w formie czagatajskiej Ibrahim Sultan; ur. 26 sierpnia 1394 roku w pobliżu Karsu, zm. 3 maja 1435 roku w Szirazie) – książę z rodu Timurydów, namiestnik Farsu w latach 1414 – 1435, znany przede wszystkim jako mecenas kultury i kaligraf.

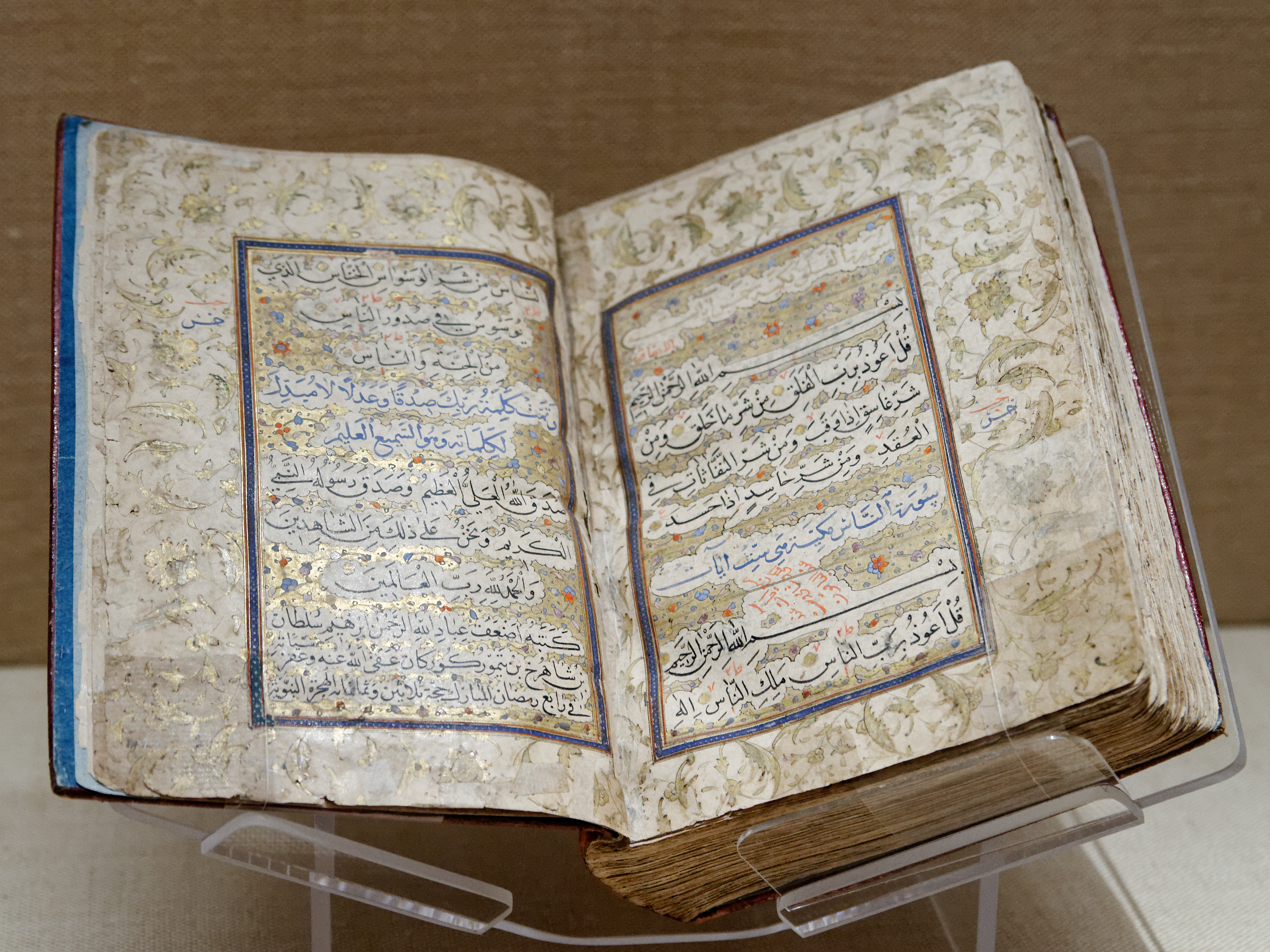
Rękopis Koranu przepisany przez Ebrahima Soltana datowany na Ramadan 830 (czerwiec 1427). Zbiory Metropolitan Museum of Art

Był drugim synem Szahrucha (1405 – 1447). Jego matką była Tuti Chatun, mająca należeć do mongolskiego klanu Naryn. Urodził się podczas kampanii Timura (1370 – 1405) w Gruzji, nieopodal miasta Kars. Wczesne lata spędził na dworze dziadka, wraz z jego żonami i młodszymi dziećmi oraz żonami i dziećmi jego potomstwa. Latem 1404 roku był jednym z siedmiu wnuków Timura, których w Samarkandzie z wielką pompą ożeniono z ich żeńskimi krewnymi i oczekiwano, że weźmie udział w planowanej przez jego dziadka wyprawie na Chiny.
Był nominalnym zastępcą (na'eb) Szahrucha w Heracie w roku 1407/1408 i 1409 jednak pierwszym samodzielnie piastowanym przez niego stanowiskiem było namiestnictwo Balchu. Po tym jak w roku 1414 Szahruch pokonał Eskandara Soltana (1405 – 1415) Ebrahim Soltan został namiestnikiem Farsu. Na tym stanowisku w następnym roku musiał zmierzyć się z rebelią swojego rządzącego w Hamadanie kuzyna Bajkary, który pokonał syna Szahrucha w bitwie nieopodal Szirazu i zdobył miasto. Ebrahim Soltan uciekł do Abarkuhu, zaś jego ojciec odbił Sziraz w grudniu 1415 roku i stłumił rebelię Bajkary, przywracając rządy swojego syna w regionie. Pozostały okres rządów Ebrahima Soltana w Szirazie był raczej spokojny. Będąc namiestnikiem Farsu Ebrahim Soltan brał także udział w kampaniach swojego ojca i odegrał znaczącą rolę w pokonaniu Iskandara (1421 – 1438) Kara Kojunlu w bitwie pod Salmas 17 września 1429 roku.
Ebrahim Soltan został zapamiętany przede wszystkim jako kaligraf i mecenas kultury. Miał studiować kaligrafię pod kierunkiem niejakiego Mira (lub Pira) Mohammada Sziraziego, ale najwidoczniej zmierzał do kontynuowania tradycji wielkiego XIII-wiecznego irackiego kaligrafa Jakuta al-Mustasimiego. Podobno kaligrafie Ebrahima miały być nawet sprzedawane na bazarze Szirazu jako dzieła Jakuta. Ebrahim kopiował Koran oraz przygotowywał monumentalne inskrypcje następnie wykuwane w kamieniu lub przyjmujące formę mozaiki. Jego inskrypcje można było znaleźć na różnych budynkach Szirazu, które kazał zbudować lub odnowić, takich jak Meczet Atigh, Brama Koranu, grób Sadiego, medresa Dar as-Safa oraz szkoła dla osieroconych chłopców. Ebrahim Soltan kontynuował także tradycję zapoczątkowaną przez poprzednich władców Szirazu pozostawiając po sobie ślad w ruinach Persepolis w postaci inskrypcji sporządzonych w jego imieniu na ruinach pałacu Dariusza (521 – 485 p.n.e.) upamiętniających jego wizytę w roku 1422. Najdłuższa inskrypcja, sporządzona w piśmie naschi, zawiera wyjątek z Ogrodu Różanego Sadiego przywołujący ulotną chwałę dawnych władców Iranu. W roku 1431/1432 Ebrahim Soltan zaprojektował także inskrypcję gazelu Sadiego na temat równości wielkich i małych wobec śmierci, która została wykonana w formie mozaiki na grobie poety.
Za największe osiągnięcia Ebrahima Soltana jako kaligrafa uważa się jednak sporządzone przez niego w różnych rodzajach pisma manuskrypty Koranu, datowane od roku 1422/23 do 1430/31. Jeden z nich (Medina 6) znajduje się obecnie w bibliotece Pałacu Topkapı w Stambule, przy czym zawiera on zarówno tekst sporządzony ręką Ebrahima jak i XIV-wiecznego kaligrafa Pir Jahji Sufiego. Inny, datowany na Ramadan 830 (czerwiec 1427), jest przechowywany w Metropolitan Museum of Art w Nowym Jorku (zobacz ilustracja). Największe wrażenie spośród manuskryptów Ebrahima robi jednak tom zawierający wyjątki z Koranu (ms. no. 414), napisany w większości złotem i gustownie iluminowany. Został on sporządzony w trakcie pielgrzymki do Meszhedu i jest przechowywany w bibliotece Astan-e Ghods przy Sanktuarium Imama Rezy. Dwa tomy wyjątków z Koranu (ms. no. 430), sporządzone w roku 1430/1431, aż do roku 1936 znajdowały się w niewielkim pomieszczeniu na górze Bramy Koranu w Szirazie i wiązano z nimi cechy talizmanu. Obecnie znajdują się one w Muzeum Farsu w Szirazie.
Intelektualnym mentorem Ebrahima Soltana podczas jego rządów w Szirazie był historyk Szarafoddin Ali Jazdi. To za zachętą Ebrahima Soltana i przy jego udziale Jazdi napisał swoją słynną biografię Timura Zafarname. Pod patronatem Ebrahima sporządzono także wiele innych manuskryptów, w których tworzeniu nie brał on osobistego udziału. Dwa najsłynniejsze z nich to ilustrowany manuskrypt Szahname (Ousley Add. 176), obecnie znajdujący się w Bodleian Library w Oksfordzie oraz rozproszona obecnie edycja Zafarname Jazdiego, ukończona w Szirazie w roku 1436, już po śmierci Ebrahima.
Ebrahim Soltan pozostawił po sobie dwuletniego syna, Abdallaha (1450 – 1451), który został jego następcą na stanowisku namiestnika Farsu.